# Aerogel
Aerogel je umjetna tvar s najnižom gustoćom od bilo koje poznate porozne krutine. Izveden je iz gela u kojem je tekući sastojak zamijenjen plinom. Rezultat je krutina s nekoliko izvanrednih svojstava, a najznačajnija su učinkovitost kao toplinski izolator i iznimno niska gustoća. Naziva se još i smrznuti dim, kruti dim ili plavi dim zbog svoje prozirne prirode i načina rasipanja svjetlosti.
Aerogel je napravio Amerikanac Samuel Stephens Kistler 1931. godine kao ishod oklade s Charleoms Learnedom oko toga što bi moglo zamijeniti tekućinu unutar posude za pekmez s plinom bez uzrokovanja skupljanja. 
Aerogelovi se proizvode vađenjem tekuće sastavnice gela superkritičnim sušenjem. Prvi aerogelovi su se izrađivali od silicijskog gela. Kistlerov kasniji rad uključio je aerogelove na temelju aluminija, kroma i kositrova oksida. Aaerogelovi od ugljika su razvijeni u kasnim 1980-ima.

## Svojstva
Aerogelovi su dobri toplinski izolatori jer se gotovo u cijelosti sastoje od plina, a plinovi su vrlo slabi vodiči topline. Gustoća aerogela iznosi samo 0,3 - 3 g/dm³, a gustoća nekih aerogelova je samo za nekoliko postotaka veća od gustoće zraka.
Iako naizgled imaju krhku građu mnogi aerogelovi imaju vrlo dobra mehanička svojstva, a posebno su otporni na tlak. Sposobni su izdržati tlak na glatku površinu mase do i 2000 puta veće od njihove. Ipak, vrlo su lomljivi i nisu otporni na savijanje i rezanje. Silicijski aerogelovi su postojani do temperature topljenja silicija koja iznosi 1200 °C.